# Le Piège diabolique
Le Piège diabolique est la sixième aventure et le neuvième album de la série de bande dessinée Blake et Mortimer, scénarisée et dessinée par Edgar P. Jacobs, avec l'aide de Liliane et Fred Funcken pour quelques planches. Elle raconte l'aventure du professeur Philip Mortimer qui utilise à ses risques et périls la machine à voyager dans le temps de son ennemi, feu le professeur Miloch.
Elle est publiée en planches hebdomadaires dans Le Journal de Tintin du 22 septembre 1960 au 21 novembre 1961. Elle est ensuite éditée en album en septembre 1962 aux Éditions du Lombard, puis rééditée en janvier 1990 aux Éditions Blake et Mortimer. L'histoire a été traduite dans près d'une dizaine de langues, et a été adaptée en feuilleton radiophonique, en dessin animé et en jeu vidéo.
Pour la première fois, Edgar P. Jacobs ne met en scène que l'un de ses deux personnages principaux, le professeur Mortimer.
C’est également la seule fois où il ne fait pas apparaître le principal antagoniste, le colonel Olrik.

## Résumé
Le professeur Mortimer est à Paris, appelé par un notaire dans le cadre d'une succession. Il découvre qu'il vient d'hériter du professeur Miloch, réchappé de la destruction du château de Troussalet, d'une vieille maison nommée la « Bove de la damoiselle » et située à La Roche-Guyon, un village situé à environ 66 km au nord-ouest de Paris. Miloch dit considérer Mortimer comme la seule personne pouvant apprécier véritablement son invention extraordinaire. Malgré les avertissements de son ami le capitaine Blake, Mortimer décide de partir à la découverte de son héritage. Arrivé au village, il descend dans la crypte de la Bove et y trouve l'invention de Miloch : le « Chronoscaphe », une machine à voyager dans le temps.

### Premier voyage: 150 millions d'années dans le passé
À l'aide des instructions laissées par Miloch, Mortimer, cédant à la curiosité, entre dans l'appareil et choisit, grâce au sélecteur temporel, de revenir à une date antérieure de seulement 6 mois pour rencontrer Miloch. La violence du départ est si grande que Mortimer s'évanouit et ne reprend ses esprits qu'après une période indéterminée. Il arrête alors la machine et se retrouve au moins il y a 150 millions d'années en arrière. Il prend alors conscience de la situation : Miloch l'a entraîné dans un piège diabolique et il est prisonnier dans l'infini des temps. Après quelques mésaventures avec des méganeudons, un élasmosaure, un platéosaure, un tyrannosaure et des ptéranodons, Mortimer repart vers le futur, bien décidé à retrouver son époque par tâtonnements.

### Deuxième voyage:XIVesiècle

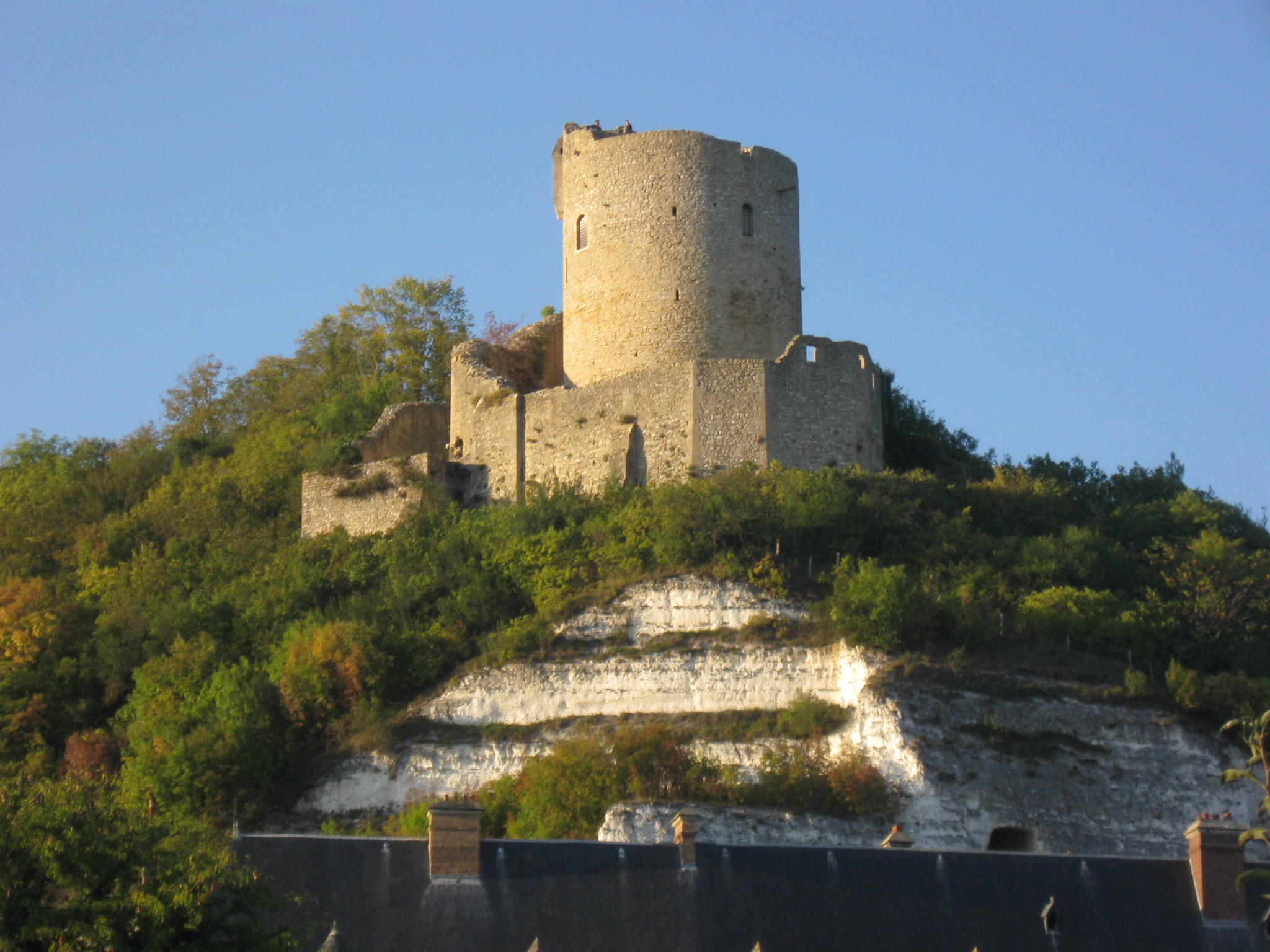
Le donjon du château.

Encore une fois, Mortimer est assommé par le départ mais il parvient à reprendre ses sens et à arrêter le Chronoscaphe. Il est de retour dans la crypte, mais le laboratoire de Miloch a disparu. Cherchant à découvrir dans quelle époque il se trouve, il entre par mégarde dans la salle du trône du cruel Gui de la Roche, sire de La Roche-Guyon au XIVe siècle, en pleine guerre de Cent Ans. Accusé d'espionnage car étant Anglais et menacé d'être tué du fait qu'il prétend sauver deux enfants que La Roche a condamnés à mort, Mortimer s'enfuit et s'enferme dans la chambre de damoiselle Agnès, fille du maître des lieux. Pendant ce temps, les Jacques, dirigés par un nommé Jacques Bonhomme, prennent le château et en massacrent tous les occupants, y compris le seigneur. Ils s'apprêtent à faire de même avec Mortimer et Agnès lorsque le chapelain témoigne de l'aide que Mortimer a tenté de fournir aux condamnés. Jacques a conscience de la notoire bonté d’âme du prêtre et ne veut pas s'aliéner la foule qui assiste à la scène. Il défie alors Mortimer en duel à mains nues pour gagner sa liberté et celle d'Agnès. Mortimer est victorieux en employant des mouvements de judo mais Jacques ne tient pas sa parole et c'est en catastrophe que Mortimer et Agnès parviennent à s'enfuir par la crypte de la Bove. Agnès et le chapelain s'échappent par un passage secret alors que Mortimer remonte dans sa machine et disparait aux yeux des paysans effrayés, donnant ainsi naissance à la légende d'un « diable à la barbe de feu ».

### Troisième voyage:LIesiècle
Une fois encore, la fulgurance du départ fige Mortimer sur son siège. À son arrêt, il se retrouve de nouveau dans la crypte, mais le laboratoire n'est toujours pas là. Explorant les souterrains environnants, Mortimer ne trouve que des débris de gigantesques installations. Une inscription lui donne à penser qu'il est tombé en plein XXIe siècle. Après des heures de recherche, il active par mégarde une ancienne vidéo holographique guerrière, qui, avec ses épreuves passées sans s'alimenter et se reposer, achève de lui faire perdre connaissance. À ce moment, il est recueilli par un groupe qui le prend pour « l'envoyé ». Le Dr Focas, à la tête de ce groupe de résistants, l'informe de la situation de cette époque, qui est en fait celle du milieu du LIe siècle (en l'an 5060) : au dernier quart du XXIe siècle, les civilisations se sont autodétruites lors d'une guerre nucléaire et bactériologique, et l'Homme est retourné à l'état de barbare. Un groupe de survivants en Chine entreprit de réorganiser le monde et leurs successeurs transformèrent les Hommes en « assujettis » dans des casernes souterraines. Au XXXe siècle, une grande révolte éclata pour se libérer de la tyrannie et des groupes parvinrent à s'installer sur les autres planètes du système solaire. Depuis, des réseaux s'infiltrent sur Terre pour éduquer les descendants des assujettis et renverser le pouvoir en place. Une très ancienne prophétie déclare que « quand viendra l'homme roux tombera le joug ». Mortimer vient au moment où la « révolution » va être déclenchée, et ce titre de prophète révolutionnaire lui est, de fait, imposé. Avec sa maîtrise de la physique nucléaire et malgré le piège tendu par un espion du gouvernement qui cherche à anéantir les rebelles, le professeur mène la « révolution » à la victoire. Mais l'ennemi libère son arme secrète, indestructible, contre la base des rebelles. Pour s'en débarrasser, Mortimer n'a d'autre choix que de la faire entrer dans le réacteur nucléaire qu'il a réparé, et de provoquer une terrible explosion à laquelle il échappe avec le Chronoscaphe.

### Quatrième voyage: retour au présent
Cette fois, revêtu d'une combinaison isolante conçue au LIe siècle, Mortimer garde toute sa conscience lors du départ, lui permettant de maîtriser le Chronoscaphe et d'« émerger » peu de temps avant la mort de Miloch. Ce faisant, il assiste au sabotage de son engin et peut remédier au déréglage de la machine avant de repartir vers le temps présent. C'est sans compter avec le machiavélisme de son adversaire, qui, prévoyant un éventuel retour, avait piégé le Chronoscaphe : une violente explosion se produit, détruisant complètement la Bove et la fabuleuse machine. Mais le professeur échappe à la mort, probablement grâce à sa combinaison du futur. Accompagné du commissaire Pradier, le capitaine Blake, qui cherchait depuis deux mois son ami dans la Bove, vient le retrouver à l'hôpital.

## Lieux et personnages

### Personnages
Le Piège diabolique est la première aventure de la série à être centrée sur un seul des deux héros : le professeur Philip Mortimer. Le capitaine Francis Blake n'a qu'un rôle très secondaire, n'apparaissant que dans la première et les deux dernières planches, tandis que le colonel Olrik, principal antagoniste de la série, est pour la première fois totalement absent d'un album. Deux personnages secondaires font leur retour pour une deuxième apparition : le professeur Miloch et le commissaire divisionnaire Pradier.
- Professeur Philip Mortimer : physicien britannique
- Capitaine Francis Blake : chef du MI5, ami de Mortimer
- Professeur Miloch : savant fou
- Sire Gui de la Roche : seigneur de la Roche-Guyon au XIVe siècle
- Chapelain du sire Gui
- Agnès de la Roche : fille du sire Gui
- Jacques Bonhomme : meneur des paysans révoltés (les « Jacques »)
- Docteur Focas : biologiste, chef du Mouvement mondial de Libération
- Krishma : assistant du docteur Focas
- Commissaire divisionnaire Pradier : haut responsable à la DST

### Lieux

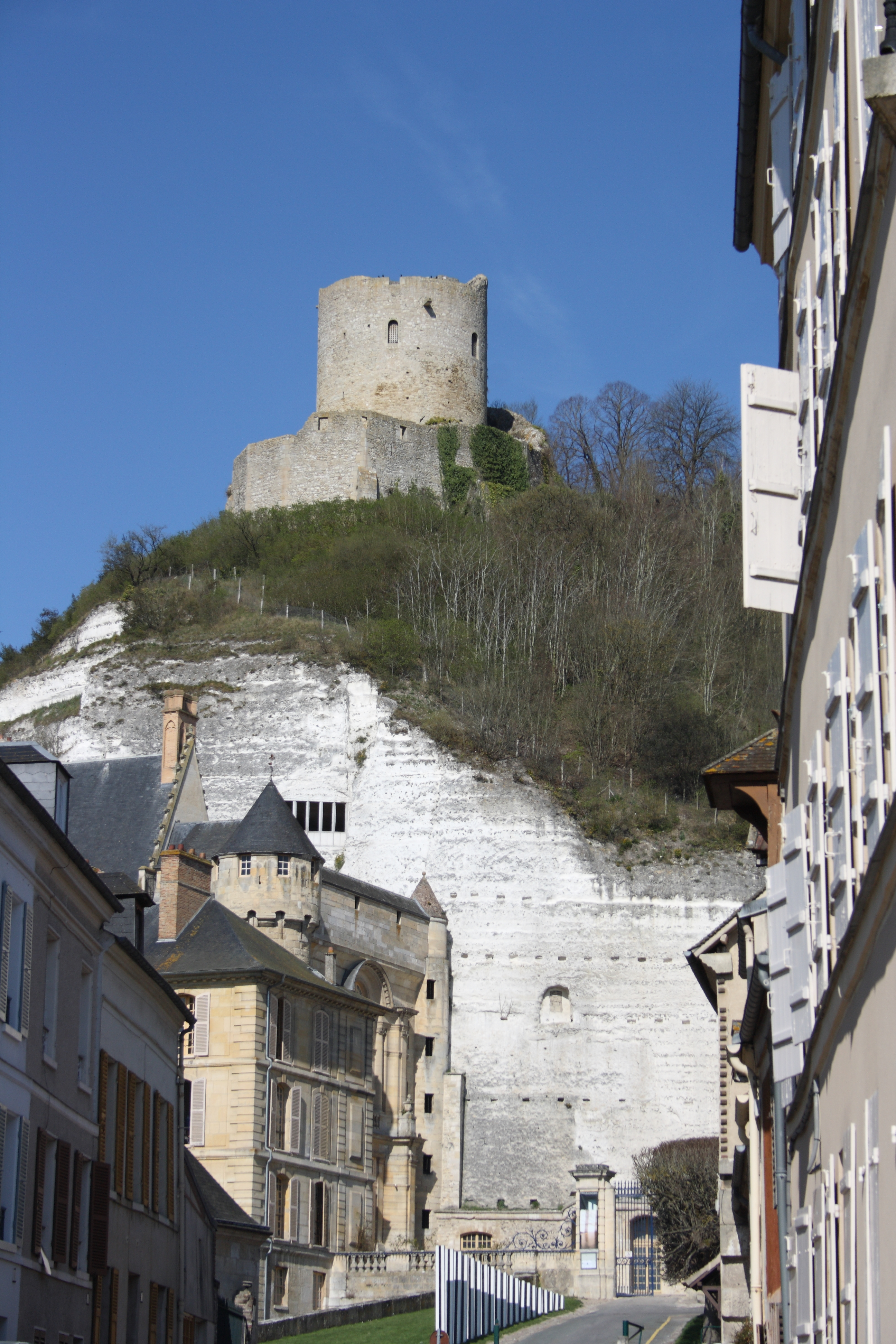
Rue de La Roche-Guyon et donjon du château, tels que vus dans l'album.

La quasi-totalité de l'intrigue se déroule dans un seul lieu : le village de La Roche-Guyon, dans le département de Seine-et-Oise (actuel Val-d'Oise), à 66 kilomètres environ au nord-ouest de Paris. C'est la deuxième fois qu'un album prend place en France. L'histoire passe également rapidement par Paris et ses environs.
- Paris : hôtel Louvois, aéroport de Paris-Orly
- La Roche-Guyon : château de La Roche-Guyon, route des Crêtes

## Historique
Pour les douze pages de la séquence médiévale, Edgar P. Jacobs a du mal avec les décors historiques. Il fait alors appel à Liliane et Fred Funcken, qui réalisent les crayonnés des décors à partir des indications de Jacobs. Ce dernier réalise ensuite l'encrage,.